# Kecamatan Kuantantengah
Kecamatan Kuantantengah är ett distrikt i Indonesien.   Det ligger i provinsen Kepulauan Riau, i den västra delen av landet, 900 km nordväst om huvudstaden Jakarta.